# Прапор Люммена
Прапор Люммена був офіційно прийнятий муніципальною радою 19 грудня 1986 року як муніципальний прапор бельгійського муніципалітету Люммен в провінції Лімбург. 10 березня 1987 року він був підтверджений урядом Фландрії та остаточно опублікований 3 грудня 1987 року в офіційному бельгійському державному віснику.
Офіційно прапор описується так:
Три смуги білого, червоного та білого кольорів у співвідношенні 1 : 2 : 1 із жовтим щитом на червоному, обтяжений картатою поперечиною з трьох рядів білого та червоного кольорів і червоного лева, що виходить, із синіми кігтями та язиком.
Середня червона смуга, удвічі ширша за дві крайні, містить герб землі Люммен, а саме другу чверть муніципального герба.

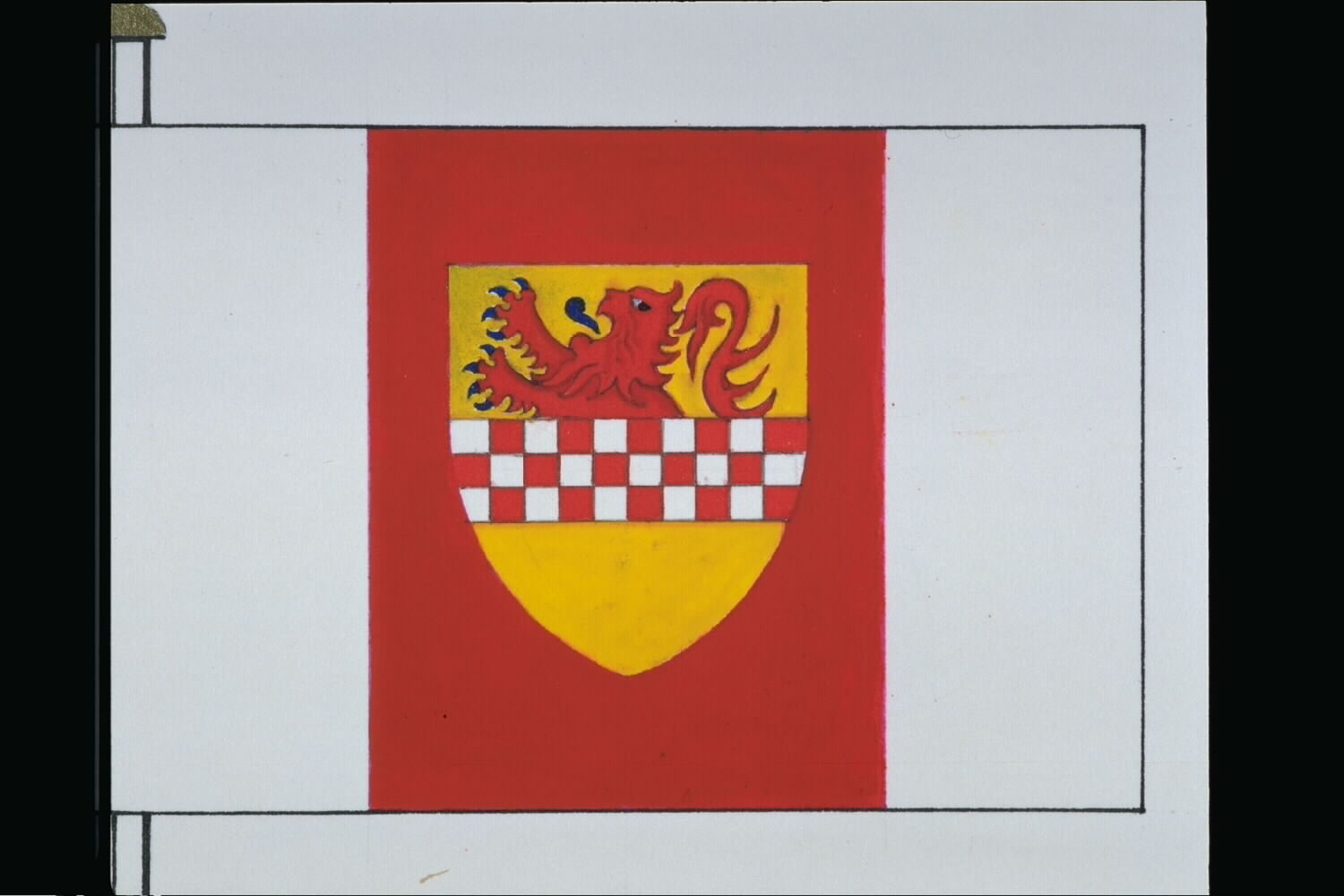
Офіційний малюнок прапора
Герб родини ван дер Марк-Лумей.
Герб Люммена